# Semecarpus auriculata
Semecarpus auriculata är en sumakväxtart som beskrevs av Richard Henry Beddome. Semecarpus auriculata ingår i släktet Semecarpus och familjen sumakväxter. Inga underarter finns listade i Catalogue of Life.